# El Pilar de la Mola

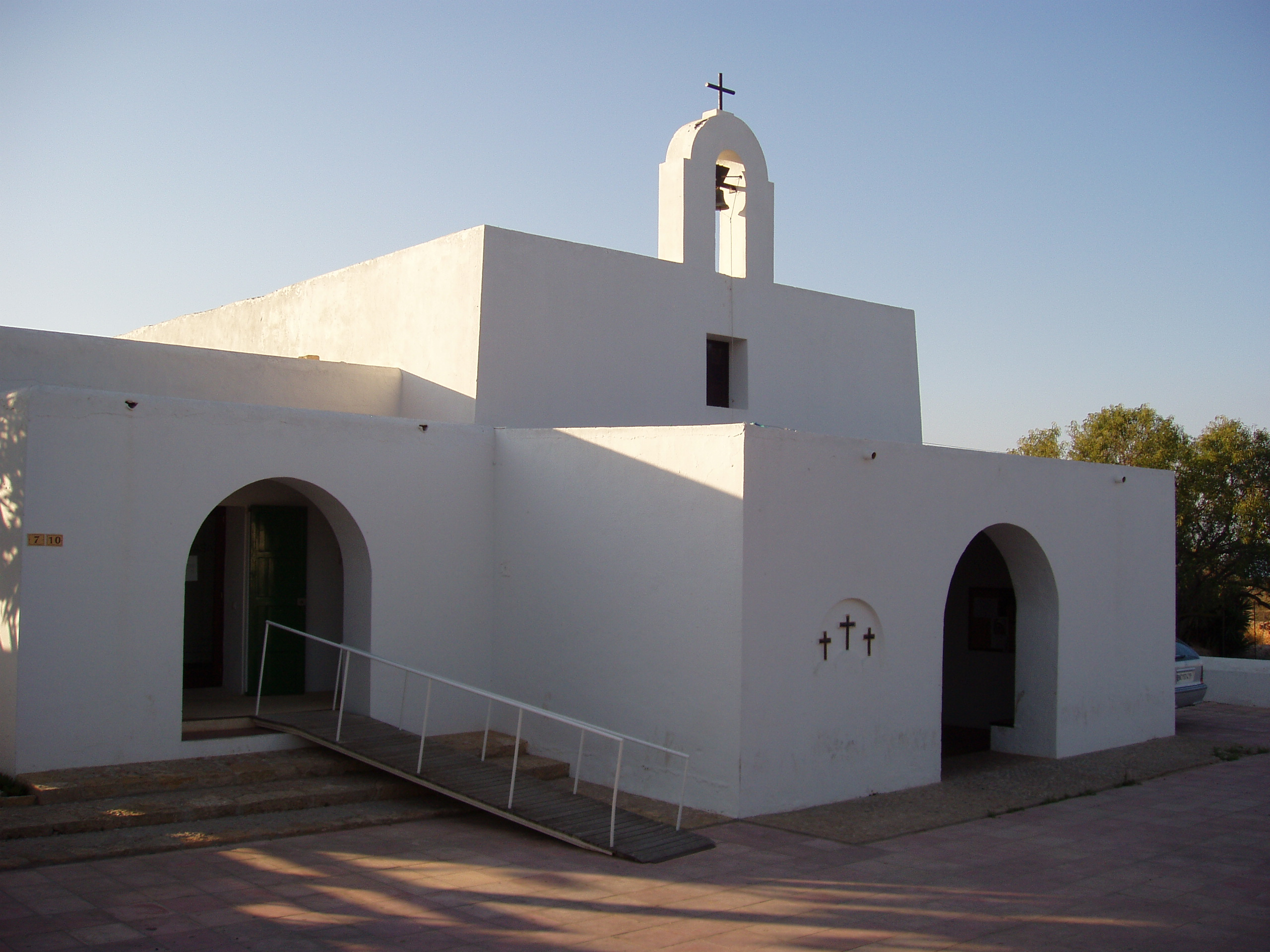
Església del Pilar de la Mola

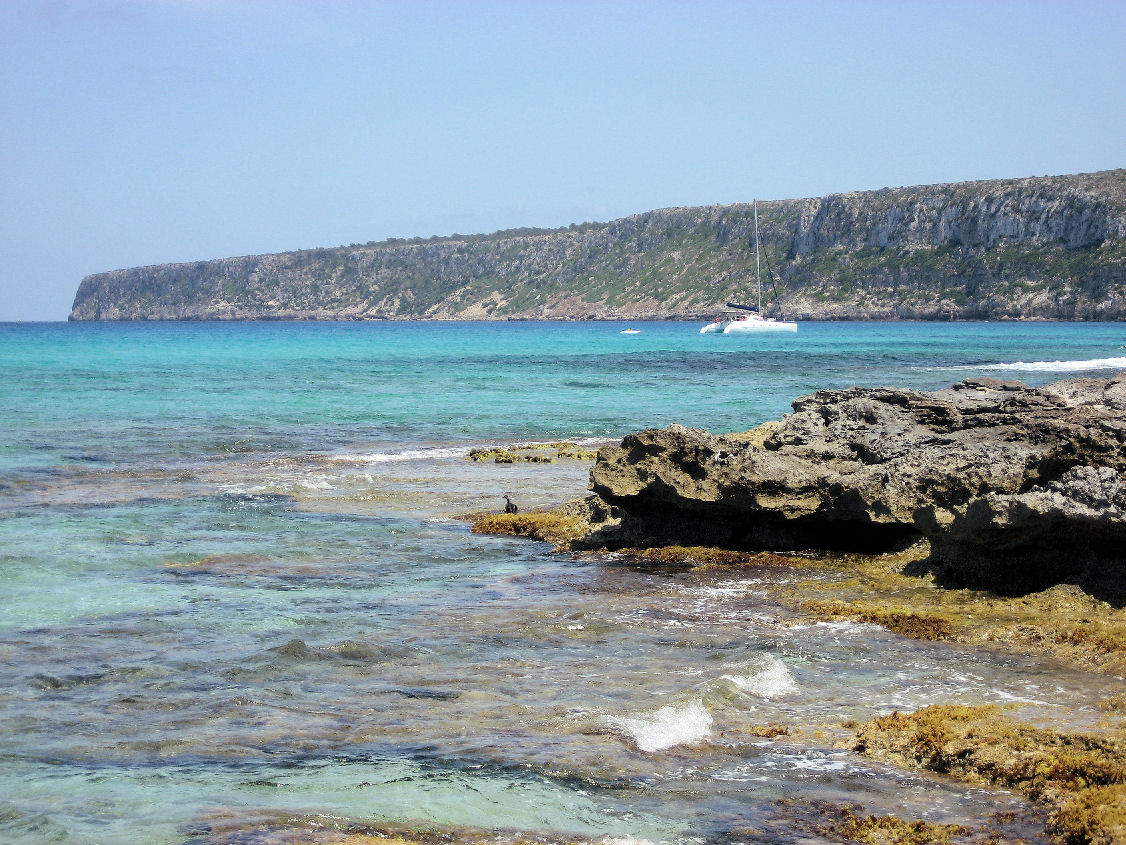
La Mola vista des de la platja de Tramuntana

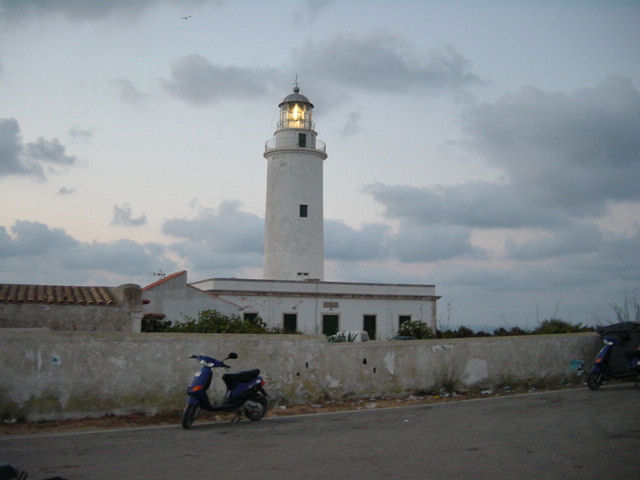
Far de la Mola, a la sortida del sol

El Pilar de la Mola és un poble de Formentera. Està situat al mig de l'altiplà de la Mola, a llevant de l'illa. Forma una de les tres parròquies de Formentera.
La població es va formar al voltant de l'església consagrada a la Mare de Déu del Pilar l'11 de maig del 1784. El nucli de població tenia 58 habitants en el padró del 2007, però la majoria de població és disseminada. El total de la parròquia és de 991 habitants.
| Entitat de població         | Habitants (2007) |
| --------------------------- | ---------------- |
| El Pilar de la Mola (nucli) | 58               |
| La Mola (disseminat)        | 560              |
| Es Caló (nucli)             | 50               |
| Es Caló (disseminat)        | 323              |
| Font:                       |                  |

La geografia de la Mola, un altiplà elevat i rodejat de penya-segats de més de 100 m sobre el mar, provoca un aïllament amb unes característiques diferents de la resta de Formentera. Els habitants utilitzen el gentilici de molers, reservant el de formenterers per la resta de l'illa. La comunicació és pel camí de sa Pujada que comença al caló de Sant Agustí, utilitzat com a port pels molers. El clima, amb unes pluges més freqüents, i l'altura que els separa del mar, van configurar una comunitat rural dedicada a l'agricultura. És una de les zones principals de producció del vi de la terra de Formentera.
El paisatge està marcat per la gran quantitat de murs de pedra seca que separen els conreus i els protegeixen del vent i del bestiar. En el seu extrem es troba el far de la Mola, al costat del qual un monòlit recorda que Jules Verne va convertir la Mola en el lloc on transcorre l'acció de la seva novel·la Héctor Servadac, i possiblement va inspirar El far de la fi del món.
Els penya-segats són gairebé inaccessibles i verticals. Hi nien diverses aus marines, especialment el virot. Avui és una espècie protegida però antigament els molers es dedicaven a virotar, a caçar virots, despenjant-se pels penya-segats. Sobretot a la part nord es troben diverses coves que han sigut font de rondalles i llegendes: la Cova de sa Mà Peluda o la Cova des Fum.
La Mola va ser un dels destins preferits pels hippies dels anys seixanta. Alguns d'ells, com King Crimson, Pau Riba o Bob Dylan (que va viure en un dels dos molins de la Mola) van tenir després una gran projecció en el camp de la música. Com a record queda la fira d'artesania que s'organitza al poble del Pilar. L'absència de platges fa que el turisme sigui encara reduït.
La Pilar de la Mola està dividida en les véndes des Carnatge, ses Clotades, es Monestir i sa Talaiassa. Sa Talaiassa és el punt més alt de l'illa, de 195 m l'altitud, un dels punts geodèsics utilitzats per Francesc Aragó per mesurar el meridià de París. Es Monestir fa referència a l'antic monestir de Santa Maria que als primers anys del segle xiv van construir els frares ermitans de Sant Agustí. Després va quedar abandonat i se'n sap ben poca cosa. La parròquia del Pilar de la Mola inclou, a més, les véndes des Carnatge i ses Clotades que es troben al peu de la Mola en el tómbol que l'uneix a la resta de l'illa.

## L'escola
L'Escola es troba a l'entrada del poble. És una escola unitària. Es creà el 1924, quan es finalitzà de la carretera general, que es construí principalment per donar servei al far de la Mola. Aquesta escola utilitzà locals llogats per l'Ajuntament fins a l'any 1975, quan fou construïda la nova escola unitària d'al·lots i, posteriorment, s'hi afegí una altra per al·lotes.

## Llocs d'interès

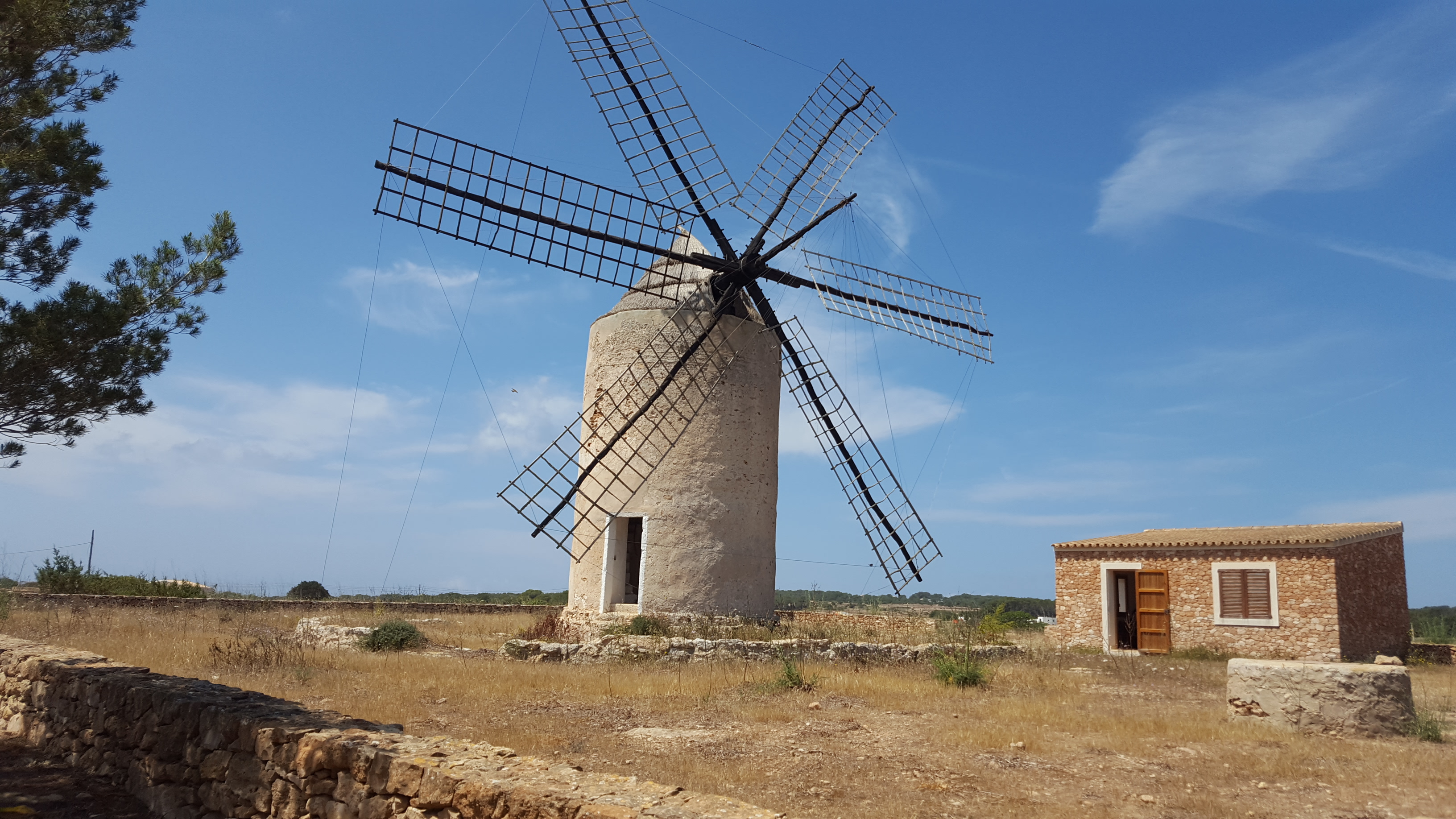
El Molí Vell.

- Església de la Mare de Déu del Pilar, segle xviii.
- Far de la Mola, de 1861.
- El Molí Vell, de 1778.[1]
- Camí de sa Pujada, anomenat també camí romà pel seu empedrat.